# 共圆

共圆点连线的中垂线必然过圆心

在欧式几何中，如果存在一个圆，多个点都位于该圆上，则该多个点的关系被称为多点共圆，共圆两点的连线的中垂线必然过圆心。这多个点依次连线形成的凸多边形称为圓內接多邊形。

## 三点共圆
不共线的三点必定共圆，该圆也为以这三点为顶点的三角形的外接圆。

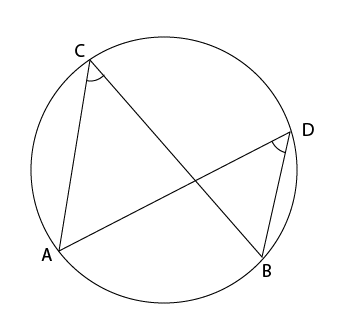
角ACB与角ADB相等，则ABCD四点共圆

## 四点共圆
有两大类方法用于证明四点共圆，一类是基于角度的方法，如右图，利用两个圆周角相等的性质证明；另一类为基于长度的方法，如托勒密定理、圆幂定理等。

## 五点及以上共圆
除了密克定理、九点圆定理等定理可以直接证明五点及以上共圆之外，证明五点及以上的点共圆，通常需要先证明其中四个点为四點共圓，之后再证剩下的点与之前已証四点中三个点为四点共圆。